# Élections sénatoriales néerlandaises de 2011
Les élections sénatoriales néerlandaises de 2011 (en néerlandais : Eerste Kamerverkiezingen 2011) se tiennent le 23 mai afin d'élire les 75 sénateurs siégeant à la Première Chambre des États généraux pour un mandat de quatre ans.

## Résultats
| Parti                    | Parti                                                  | Voix | Poids   | %     | +/-   | Sièges | +/-           |
| ------------------------ | ------------------------------------------------------ | ---- | ------- | ----- | ----- | ------ | ------------- |
|                          | Parti populaire pour la liberté et la démocratie (VVD) | 111  | 34 590  | 20,83 | 1,6   | 16     | 2             |
|                          | Parti travailliste (PvdA)                              | 106  | 30 078  | 18,11 | 0,92  | 14     | en stagnation |
|                          | Appel chrétien-démocrate (CDA)                         | 86   | 24 260  | 14,61 | 12,06 | 11     | 10            |
|                          | Parti pour la liberté (PVV)                            | 72   | 21 709  | 13,07 | Nv.   | 10     | 10            |
|                          | Parti socialiste (SP)                                  | 58   | 17 187  | 10,35 | 5,12  | 8      | 4             |
|                          | Démocrates 66 (D66)                                    | 40   | 12 651  | 7,62  | 5,61  | 5      | 3             |
|                          | Gauche verte (GL)                                      | 35   | 10 757  | 6,48  | 0,92  | 5      | 1             |
|                          | Union chrétienne (CU)                                  | 24   | 5 708   | 3,44  | 2,51  | 2      | 2             |
|                          | Parti politique réformé (SGP)                          | 11   | 2 607   | 1,57  | 0,69  | 1      | 1             |
|                          | 50 Plus (50+)                                          | 6    | 2 193   | 1,32  | Nv.   | 1      | 1             |
|                          | Parti pour les animaux (PvdD)                          | 6    | 2 177   | 1,31  | 0,75  | 1      | en stagnation |
|                          | Groupe indépendant du Sénat (OSF)                      | 10   | 2 155   | 1,30  | 0,45  | 1      | en stagnation |
|                          | Liste vierge                                           | 0    | 0       | 0,00  | Nv.   | 0      | en stagnation |
|                          |                                                        |      |         |       |       |        |               |
| Suffrages exprimés       | Suffrages exprimés                                     | 565  | 166 072 | 99,71 |       |        |               |
| Votes blancs et nuls     | Votes blancs et nuls                                   | 1    | 489     | 0,29  |       |        |               |
| Total                    | Total                                                  | 566  | 166 561 | 100   | -     | 75     | en stagnation |
| Abstentions              | Abstentions                                            | 0    | 0       | 0,00  |       |        |               |
| Inscrits / Participation | Inscrits / Participation                               | 566  | 166 561 | 100   |       |        |               |